# Кужне
Кужне (пол. Kurznie, нім. Kauern) — село в Польщі, у гміні Попелюв Опольського повіту Опольського воєводства.
Населення — 505 осіб (2011).

## Демографія
Демографічна структура станом на 31 березня 2011 року:
|          | Загалом | Допрацездатний вік | Працездатний вік | Постпрацездатний вік |
| -------- | ------- | ------------------ | ---------------- | -------------------- |
| Чоловіки | 255     | 50                 | 183              | 22                   |
| Жінки    | 250     | 50                 | 146              | 54                   |
| Разом    | 505     | 100                | 329              | 76                   |